# Elevación solar
La altitud solar o elevación solar, es el ángulo de altitud o ángulo de elevación entre los rayos del Sol y un plano horizontal (horizonte). El ángulo solar cenital es el ángulo cenital del Sol, es decir, el ángulo entre los rayos del sol en dirección vertical. Al mediodía solar, el ángulo cenital está en un mínimo y es igual a la latitud menos el ángulo de declinación solar. Esta es la base por la cual los antiguos marineros navegaban por los océanos. 
El ángulo cenital solar se utiliza normalmente en combinación con el ángulo de acimut solar para determinar la posición del Sol observada desde un lugar determinado en la superficie de la Tierra.

## Fórmula
Se puede calcular, con una buena aproximación, usando la fórmula:{\displaystyle \cos \theta _{s}=\sin \alpha _{s}=\sin \Phi \sin \delta +\cos \Phi \cos \delta \cos h}donde:
- {\displaystyle \theta _{s}} is the solar zenith angle

- {\displaystyle \,\theta _{\mathrm {s} }} es el ángulo solar cenital
- {\displaystyle \alpha _{s}} es el ángulo de elevación solar, {\displaystyle \alpha _{s}=90^{\circ }-\theta _{s}}
- {\displaystyle \,h} es el ángulo horario actual
- {\displaystyle \,\delta } es la actual declinación solar
- {\displaystyle \,\Phi } es la latitud local

## Aplicaciones

### Amanecer/Atardecer
El atardecer y el amanecer ocurren (aproximadamente) cuando el ángulo cenital es de 90°, donde el ángulo de la hora h0 satisface{\displaystyle \cos h_{0}=-\tan \Phi \tan \delta .}Las horas precisas de puesta y salida del sol ocurren cuando la extremidad superior del Sol, refractada por la atmósfera, parece estar en el horizonte.

### Albedo
Un ángulo cenital medio diario ponderado, utilizado para calcular el albedo local de la Tierra, viene dado por{\displaystyle {\overline {\cos \theta _{s}}}={\frac {\displaystyle \int _{-h_{0}}^{h_{0}}Q\cos \theta _{s}\,{\text{d}}h}{\displaystyle \int _{-h_{0}}^{h_{0}}Q\,{\text{d}}h}}}donde Q es la irradiancia instantánea.

### Resumen de ángulos especiales
Por ejemplo, el ángulo de elevación solar es :
- 90° si estás en el ecuador, un día de equinoccio, a una hora solar de las doce
- cerca de 0° al atardecer o al amanecer
- entre −90° y 0° durante la noche (medianoche)

Un cálculo exacto se da en la posición del Sol. Existen otras aproximaciones en otros lugares.